# Eleições legislativas de 2019 em Aveiro

## Resultados Oficiais
| Partido                 | Partido                              | Votos  | %               | +/-   |
| ----------------------- | ------------------------------------ | ------ | --------------- | ----- |
|                         | Partido Social Democrata             | 12 136 | 31,14 / 100,00  | -     |
|                         | Partido Socialista                   | 12 048 | 31,01 / 100,00  | 4,13  |
|                         | Bloco de Esquerda                    | 4 841  | 12,46 / 100,00  | 0,82  |
|                         | CDS – Partido Popular                | 2 302  | 5,92 / 100,00   | -     |
|                         | Pessoas–Animais–Natureza             | 1 484  | 3,82 / 100,00   | 2,46  |
|                         | CDU - Coligação Democrática Unitária | 1 386  | 3,57 / 100,00   | 1,20  |
|                         | Iniciativa Liberal                   | 504    | 1,30 / 100,00   | Novo  |
|                         | LIVRE                                | 484    | 1,25 / 100,00   | 0,32  |
|                         | Aliança                              | 459    | 1,18 / 100,00   | Novo  |
|                         | CHEGA!                               | 429    | 1,10 / 100,00   | Novo  |
|                         | Outros (com menos de 1,00%)          | 897    | 2,31 / 100,00   |       |
| Votos Inválidos         | Votos Inválidos                      | 1 886  | 4,86 / 100,00   | 0,25  |
| Total                   | Total                                | 38 856 | 100,00 / 100,00 |       |
| Eleitorado/Participação | Eleitorado/Participação              | 70 841 | 54,85 / 100,00  | 1,81  |
| Fonte                   | Fonte                                | [ 1 ]  | [ 1 ]           | [ 1 ] |

## Resultados por Freguesia
Os resultados seguintes referem-se aos partidos que obtiveram mais de 1,00% dos votos:
| Freguesia                                 | %     | %     | %     | %     | %    | %    | %    | %    | %    | %    | Votantes |
| Freguesia                                 | PSD   | PS    | BE    | CDS   | PAN  | CDU  | IL   | L    | A    | CH   | Votantes |
| ----------------------------------------- | ----- | ----- | ----- | ----- | ---- | ---- | ---- | ---- | ---- | ---- | -------- |
| Aradas                                    | 33,96 | 29,92 | 10,75 | 6,16  | 4,13 | 2,90 | 1,36 | 1,45 | 1,21 | 1,23 | 4 549    |
| Cacia                                     | 26,57 | 35,73 | 14,44 | 4,47  | 3,47 | 3,44 | 0,88 | 0,97 | 1,16 | 1,40 | 3 289    |
| Eixo e Eirol                              | 26,58 | 35,66 | 11,65 | 6,47  | 3,72 | 3,11 | 1,07 | 0,93 | 1,04 | 1,43 | 2 799    |
| Esgueira                                  | 25,61 | 34,72 | 13,88 | 4,58  | 4,31 | 4,31 | 1,25 | 1,31 | 1,15 | 1,28 | 6 262    |
| Glória e Vera Cruz                        | 31,33 | 30,09 | 13,14 | 5,83  | 3,88 | 4,54 | 1,80 | 1,85 | 1,17 | 0,82 | 10 681   |
| Oliveirinha                               | 39,60 | 24,83 | 11,09 | 6,78  | 3,23 | 1,98 | 0,90 | 0,67 | 1,39 | 1,08 | 2 227    |
| Requeixo, Nossa Senhora de Fátima e Nariz | 44,52 | 20,41 | 10,42 | 10,38 | 2,34 | 0,97 | 0,24 | 0,34 | 0,93 | 0,83 | 2 053    |
| Santa Joana                               | 32,59 | 31,32 | 11,69 | 5,04  | 4,20 | 3,46 | 1,20 | 0,74 | 1,09 | 1,17 | 3 927    |
| São Bernardo                              | 32,54 | 26,98 | 12,08 | 7,60  | 3,73 | 2,83 | 1,49 | 1,01 | 1,60 | 1,12 | 2 683    |
| São Jacinto                               | 19,17 | 51,81 | 8,81  | 4,66  | 2,33 | 5,96 | 0,26 | 0,52 | 1,04 | 0,52 | 386      |
| Aveiro                                    | 31,23 | 31,01 | 12,46 | 5,92  | 3,82 | 3,57 | 1,30 | 1,25 | 1,18 | 1,10 | 38 856   |

#### Aradas
| Partido                 | Partido                              | Votos | %               | +/-  |
| ----------------------- | ------------------------------------ | ----- | --------------- | ---- |
|                         | Partido Social Democrata             | 1 545 | 33,96 / 100,00  | -    |
|                         | Partido Socialista                   | 1 361 | 29,92 / 100,00  | 5,68 |
|                         | Bloco de Esquerda                    | 489   | 10,75 / 100,00  | 0,53 |
|                         | CDS – Partido Popular                | 280   | 6,16 / 100,00   | -    |
|                         | Pessoas–Animais–Natureza             | 188   | 4,13 / 100,00   | 2,67 |
|                         | CDU - Coligação Democrática Unitária | 132   | 2,90 / 100,00   | 0,28 |
|                         | LIVRE                                | 66    | 1,45 / 100,00   | 0,53 |
|                         | Iniciativa Liberal                   | 62    | 1,36 / 100,00   | Novo |
|                         | CHEGA!                               | 56    | 1,23 / 100,00   | Novo |
|                         | Aliança                              | 55    | 1,21 / 100,00   | Novo |
|                         | Outros (com menos de 1,00%)          | 100   | 2,20 / 100,00   |      |
| Votos Inválidos         | Votos Inválidos                      | 215   | 4,73 / 100,00   | 0,31 |
| Total                   | Total                                | 4 549 | 100,00 / 100,00 |      |
| Eleitorado/Participação | Eleitorado/Participação              | 8 447 | 53,85 / 100,00  | 1,13 |

#### Cacia
| Partido                 | Partido                              | Votos | %               | +/-  |
| ----------------------- | ------------------------------------ | ----- | --------------- | ---- |
|                         | Partido Socialista                   | 1 175 | 35,73 / 100,00  | 8,05 |
|                         | Partido Social Democrata             | 874   | 26,57 / 100,00  | -    |
|                         | Bloco de Esquerda                    | 475   | 14,44 / 100,00  | 0,56 |
|                         | CDS – Partido Popular                | 147   | 4,47 / 100,00   | -    |
|                         | Pessoas–Animais–Natureza             | 114   | 3,47 / 100,00   | 2,42 |
|                         | CDU - Coligação Democrática Unitária | 113   | 3,44 / 100,00   | 2,21 |
|                         | CHEGA!                               | 46    | 1,40 / 100,00   | Novo |
|                         | Aliança                              | 38    | 1,16 / 100,00   | Novo |
|                         | Outros (com menos de 1,00%)          | 153   | 4,65 / 100,00   |      |
| Votos Inválidos         | Votos Inválidos                      | 154   | 4,68 / 100,00   | 0,87 |
| Total                   | Total                                | 3 289 | 100,00 / 100,00 |      |
| Eleitorado/Participação | Eleitorado/Participação              | 6 139 | 53,58 / 100,00  | 2,45 |

#### Eixo e Eirol
| Partido                 | Partido                              | Votos | %               | +/-   |
| ----------------------- | ------------------------------------ | ----- | --------------- | ----- |
|                         | Partido Socialista                   | 998   | 35,66 / 100,00  | 10,15 |
|                         | Partido Social Democrata             | 744   | 26,58 / 100,00  | -     |
|                         | Bloco de Esquerda                    | 326   | 11,65 / 100,00  | 1,58  |
|                         | CDS – Partido Popular                | 181   | 6,47 / 100,00   | -     |
|                         | Pessoas–Animais–Natureza             | 104   | 3,72 / 100,00   | 2,23  |
|                         | CDU - Coligação Democrática Unitária | 87    | 3,11 / 100,00   | 0,95  |
|                         | CHEGA!                               | 40    | 1,43 / 100,00   | Novo  |
|                         | Iniciativa Liberal                   | 30    | 1,07 / 100,00   | Novo  |
|                         | Aliança                              | 29    | 1,04 / 100,00   | Novo  |
|                         | Outros (com menos de 1,00%)          | 95    | 3,39 / 100,00   |       |
| Votos Inválidos         | Votos Inválidos                      | 165   | 5,89 / 100,00   | 1,27  |
| Total                   | Total                                | 2 799 | 100,00 / 100,00 |       |
| Eleitorado/Participação | Eleitorado/Participação              | 5 502 | 50,87 / 100,00  | 3,62  |

#### Esgueira
| Partido                 | Partido                              | Votos  | %               | +/-  |
| ----------------------- | ------------------------------------ | ------ | --------------- | ---- |
|                         | Partido Socialista                   | 2 174  | 34,72 / 100,00  | 3,88 |
|                         | Partido Social Democrata             | 1 604  | 25,61 / 100,00  | -    |
|                         | Bloco de Esquerda                    | 869    | 13,88 / 100,00  | 0,42 |
|                         | CDS – Partido Popular                | 287    | 4,58 / 100,00   | -    |
|                         | CDU - Coligação Democrática Unitária | 270    | 4,31 / 100,00   | 1,96 |
|                         | Pessoas–Animais–Natureza             | 270    | 4,31 / 100,00   | 2,97 |
|                         | LIVRE                                | 82     | 1,31 / 100,00   | 0,33 |
|                         | CHEGA!                               | 80     | 1,28 / 100,00   | Novo |
|                         | Iniciativa Liberal                   | 78     | 1,25 / 100,00   | Novo |
|                         | Aliança                              | 72     | 1,15 / 100,00   | Novo |
|                         | Outros (com menos de 1,00%)          | 163    | 2,59 / 100,00   |      |
| Votos Inválidos         | Votos Inválidos                      | 313    | 4,99 / 100,00   | 1,13 |
| Total                   | Total                                | 6 262  | 100,00 / 100,00 |      |
| Eleitorado/Participação | Eleitorado/Participação              | 11 951 | 52,40 / 100,00  | 2,39 |

#### Glória e Vera Cruz
| Partido                 | Partido                              | Votos  | %               | +/-  |
| ----------------------- | ------------------------------------ | ------ | --------------- | ---- |
|                         | Partido Social Democrata             | 3 346  | 31,33 / 100,00  | -    |
|                         | Partido Socialista                   | 3 214  | 30,09 / 100,00  | 0,32 |
|                         | Bloco de Esquerda                    | 1 404  | 13,14 / 100,00  | 0,90 |
|                         | CDS – Partido Popular                | 623    | 5,83 / 100,00   | -    |
|                         | CDU - Coligação Democrática Unitária | 485    | 4,54 / 100,00   | 1,40 |
|                         | Pessoas–Animais–Natureza             | 414    | 3,88 / 100,00   | 2,28 |
|                         | LIVRE                                | 198    | 1,85 / 100,00   | 0,21 |
|                         | Iniciativa Liberal                   | 192    | 1,80 / 100,00   | Novo |
|                         | Aliança                              | 125    | 1,17 / 100,00   | Novo |
|                         | Outros (com menos de 1,00%)          | 261    | 2,45 / 100,00   |      |
| Votos Inválidos         | Votos Inválidos                      | 419    | 3,93 / 100,00   | 0,22 |
| Total                   | Total                                | 10 681 | 100,00 / 100,00 |      |
| Eleitorado/Participação | Eleitorado/Participação              | 18 014 | 59,29 / 100,00  | 0,60 |

#### Oliveirinha
| Partido                 | Partido                              | Votos | %               | +/-  |
| ----------------------- | ------------------------------------ | ----- | --------------- | ---- |
|                         | Partido Social Democrata             | 882   | 39,60 / 100,00  | -    |
|                         | Partido Socialista                   | 553   | 24,83 / 100,00  | 7,18 |
|                         | Bloco de Esquerda                    | 247   | 11,09 / 100,00  | 2,46 |
|                         | CDS – Partido Popular                | 151   | 6,78 / 100,00   | -    |
|                         | Pessoas–Animais–Natureza             | 72    | 3,23 / 100,00   | 2,24 |
|                         | CDU - Coligação Democrática Unitária | 44    | 1,98 / 100,00   | 0,47 |
|                         | Aliança                              | 31    | 1,39 / 100,00   | Novo |
|                         | CHEGA!                               | 24    | 1,08 / 100,00   | Novo |
|                         | Outros (com menos de 1,00%)          | 85    | 3,82 / 100,00   |      |
| Votos Inválidos         | Votos Inválidos                      | 138   | 6,20 / 100,00   | 0,44 |
| Total                   | Total                                | 2 227 | 100,00 / 100,00 |      |
| Eleitorado/Participação | Eleitorado/Participação              | 4 191 | 53,14 / 100,00  | 1,13 |

#### Requeixo, Nossa Senhora de Fátima e Nariz
| Partido                 | Partido                     | Votos | %               | +/-  |
| ----------------------- | --------------------------- | ----- | --------------- | ---- |
|                         | Partido Social Democrata    | 914   | 44,53 / 100,00  | -    |
|                         | Partido Socialista          | 419   | 20,41 / 100,00  | 6,59 |
|                         | Bloco de Esquerda           | 214   | 10,42 / 100,00  | 4,31 |
|                         | CDS – Partido Popular       | 213   | 10,38 / 100,00  | -    |
|                         | Pessoas–Animais–Natureza    | 48    | 2,34 / 100,00   | 1,72 |
|                         | Outros (com menos de 1,00%) | 119   | 5,80 / 100,00   |      |
| Votos Inválidos         | Votos Inválidos             | 126   | 6,14 / 100,00   | 0,92 |
| Total                   | Total                       | 2 053 | 100,00 / 100,00 |      |
| Eleitorado/Participação | Eleitorado/Participação     | 4 007 | 51,24 / 100,00  | 2,78 |

#### Santa Joana
| Partido                 | Partido                              | Votos | %               | +/-  |
| ----------------------- | ------------------------------------ | ----- | --------------- | ---- |
|                         | Partido Social Democrata             | 1 280 | 32,59 / 100,00  | -    |
|                         | Partido Socialista                   | 1 230 | 31,32 / 100,00  | 4,61 |
|                         | Bloco de Esquerda                    | 459   | 11,69 / 100,00  | 0,52 |
|                         | CDS – Partido Popular                | 198   | 5,04 / 100,00   | -    |
|                         | Pessoas–Animais–Natureza             | 165   | 4,20 / 100,00   | 2,79 |
|                         | CDU - Coligação Democrática Unitária | 136   | 3,46 / 100,00   | 1,53 |
|                         | Iniciativa Liberal                   | 47    | 1,20 / 100,00   | Novo |
|                         | CHEGA!                               | 46    | 1,17 / 100,00   | Novo |
|                         | Aliança                              | 43    | 1,09 / 100,00   | Novo |
|                         | Outros (com menos de 1,00%)          | 134   | 3,41 / 100,00   |      |
| Votos Inválidos         | Votos Inválidos                      | 189   | 4,81 / 100,00   | 0,31 |
| Total                   | Total                                | 3 927 | 100,00 / 100,00 |      |
| Eleitorado/Participação | Eleitorado/Participação              | 7 220 | 54,39 / 100,00  | 1,58 |

#### São Bernardo
| Partido                 | Partido                              | Votos | %               | +/-  |
| ----------------------- | ------------------------------------ | ----- | --------------- | ---- |
|                         | Partido Social Democrata             | 873   | 32,54 / 100,00  | -    |
|                         | Partido Socialista                   | 724   | 26,98 / 100,00  | 2,00 |
|                         | Bloco de Esquerda                    | 324   | 12,08 / 100,00  | 1,44 |
|                         | CDS – Partido Popular                | 204   | 7,60 / 100,00   | -    |
|                         | Pessoas–Animais–Natureza             | 100   | 3,73 / 100,00   | 2,16 |
|                         | CDU - Coligação Democrática Unitária | 76    | 2,83 / 100,00   | 0,76 |
|                         | Aliança                              | 43    | 1,60 / 100,00   | Novo |
|                         | Iniciativa Liberal                   | 40    | 1,49 / 100,00   | Novo |
|                         | CHEGA!                               | 30    | 1,12 / 100,00   | Novo |
|                         | LIVRE                                | 27    | 1,01 / 100,00   | 0,33 |
|                         | Outros (com menos de 1,00%)          | 85    | 3,16 / 100,00   |      |
| Votos Inválidos         | Votos Inválidos                      | 157   | 5,85 / 100,00   | 0,73 |
| Total                   | Total                                | 2 683 | 100,00 / 100,00 |      |
| Eleitorado/Participação | Eleitorado/Participação              | 4 510 | 59,49 / 100,00  | 3,32 |

#### São Jacinto
| Partido                 | Partido                                         | Votos | %               | +/-  |
| ----------------------- | ----------------------------------------------- | ----- | --------------- | ---- |
|                         | Partido Socialista                              | 200   | 51,81 / 100,00  | 8,18 |
|                         | Partido Social Democrata                        | 74    | 19,17 / 100,00  | -    |
|                         | Bloco de Esquerda                               | 34    | 8,81 / 100,00   | 2,64 |
|                         | CDU - Coligação Democrática Unitária            | 23    | 5,96 / 100,00   | 1,64 |
|                         | CDS – Partido Popular                           | 18    | 4,66 / 100,00   | -    |
|                         | Pessoas–Animais–Natureza                        | 9     | 2,33 / 100,00   | 1,03 |
|                         | Partido Comunista dos Trabalhadores Portugueses | 5     | 1,30 / 100,00   | 0,64 |
|                         | Aliança                                         | 4     | 1,04 / 100,00   | Novo |
|                         | Outros (com menos de 1,00%)                     | 9     | 2,33 / 100,00   |      |
| Votos Inválidos         | Votos Inválidos                                 | 10    | 2,59 / 100,00   | 0,65 |
| Total                   | Total                                           | 386   | 100,00 / 100,00 |      |
| Eleitorado/Participação | Eleitorado/Participação                         | 860   | 44,88 / 100,00  | 5,45 |